# توئیست (فیلم)
توئیست (انگلیسی: Twist) فیلمی در ژانر درام است که در سال ۲۰۰۳ منتشر شد.

## بازیگران
- نیک استال
- جاشوا کلوز
- آندره نوبل
- امیلی همپشر
- گری فارمر
- استیون مک‌هتی